# Mastigion
Mastigion là một chi phong lan có 5 loài.

## Các loài
- Mastigion appendiculatum
- Mastigion fascinator
- Mastigion ornatissimum
- Mastigion proboscideum
- Mastigion putidum